# Summer and the City
Summer And The City ist ein 2011 erschienener Roman der amerikanischen Autorin Candace Bushnell und der zweite Teil der Bücherreihe 'The Carrie Diaries'. In dem Buch geht es um die Hauptperson Carrie, die ihren ersten Sommer nach der Highschool in Manhattan/New York verbringt.

## Inhalt
Die 17-jährige Carrie Bradshaw kommt aus der Kleinstadt Castlebury, wo sie bis vor kurzem noch zur Schule ging, in die Weltmetropole Manhattan, um dort den Sommer mit einem Schriftstellerseminar zu verbringen. Ihr Traum ist es eines Tages Schriftstellerin zu werden, jedoch ist ihr eigentlicher Plan, nach den Sommerferien an der Brown University eine Naturwissenschaft zu studieren.

### Hauptfiguren
Elizabeth Reynolds Waters (L'il): L'il ist das Mädchen, welches anfänglich mit Carrie zusammen bei Peggy wohnt. Die beiden wohnen in zwei kleinen Räumen, in Peggys Apartment, die aus Speerholzwänden gebaut sind. Sowie Carrie nimmt auch L'il an dem Schriftstellerseminar an der New School teil. Carrie freundet sich mit L'il an und findet heraus, dass sie eine Südstaatlerin ist, die wie sie selbst aus einer Kleinstadt kommt. Eine Zeit lang ist L'il die einzige Freundin von Carrie. Carrie bewundert sie immer für ihr Talent im kreativen Schreiben. Als sie später einmal versucht L'il mit Miranda Hobbes bekannt zu machen, scheitert ihr Versuch an den vollkommen verschiedenen Ansichten der beiden. Als Carrie nach einer Weile bei Peggy auszieht, sieht sie L'il nur noch in der New School. Als Carrie plötzlich erfährt, dass L'il das Seminar abgebrochen hat und zurück in ihre Heimat gezogen ist, ruft sie L'il an. Der Grund für die Abreise war eine Affäre zwischen L'il und ihrem Professor an der New School, durch die L'il schwanger wurde, jedoch einen Schwangerschaftsabbruch vornehmen ließ.
Miranda Hobbes: Miranda ist die junge Frau und spätere Freundin von Carrie, die Carries Tasche in einem Mülleimer findet, nachdem sie Carrie am New Yorker Bahnhof geklaut wurde. Carrie hatte ein großes Interesse an einer Freundschaft mit Miranda doch Miranda ist zu Anfang sehr abweisend. Immer wieder versucht Carrie sich mit ihr zu Treffen. Irgendwann lässt sich Miranda doch überreden und zwischen den beiden entsteht eine Freundschaft. Miranda erzählt Carrie, dass sie eine Therapie macht, um mit ihrer Kindheit abzuschließen. Außerdem wird sie als eine große, schlanke Frau mit kurzem rot gefärbten Haar beschrieben. 
Samantha Jones: Samantha Jones ist die Cousine von Carries ehemaliger Schulkameradin Donna La Donna. Als Carrie Donna erzählte dass, sie den Sommer in New York verbringen würde, gab Donna ihr die Nummer von Samantha. Gleich zu Anfang musste Carrie zu Samanthas Nummer greifen, weil ihr die Tasche am Bahnhof von New York geklaut wurde und sie so die Adresse von ihrer Unterkunft verlor. Samantha gab Carrie den Spitznamen 'Küken', weil Carrie neu in der Stadt war ein paar Jahre jünger ist als sie. Samantha macht Carrie mit einigen wichtigen Leuten in New York bekannt. Zuerst scheint sich keine richtige Freundschaft zwischen den beiden zu entwickeln, aber nach und nach kommen die beiden sich immer näher. Als Carrie bei Peggy rausgeworfen wird und Samantha bei ihrem Verlobten einzieht, zieht Carrie für den Rest ihres Aufenthaltes in New York in Samanthas Apartment. Mit der Zeit lernt Samantha auch Miranda Hobbes kennen. Auch diese beiden verstehen sich gut und es entwickelt sich eine Freundschaft. Zu Ende des Buches gesteht Samantha ihrem Verlobten, dass die eigentlich aus einem kleinen Ort kommt und ihre Familie alles andere als reich ist, damit verlässt er sie. Weil Carrie ihr riet, aufrichtig zu sein, macht Samantha sie für die Auflösung der Verlobung verantwortlich.

## Ausgaben
- Summer and the City : Carries Leben vor Sex and the City. Übersetzung Katarina Ganslandt, Anja Galić. München : Cbt, 2013